# Schwarzwaldstraße (Berlin)
Die Schwarzwaldstraße im Berliner Ortsteil Blankenburg verläuft von der Ilsenburg- bis zur Triftstraße. Die Straße befindet sich nördlich von Alt-Blankenburg in unmittelbarer Nähe zum Karower Kreuz.

## Heutige Schwarzwaldstraße
Die Schwarzwaldstraße ist seit etwa 1920 die einzige heute noch existente Schwarzwaldstraße Berlins. In den umliegenden Gemeinden, die bei der Bildung Groß-Berlins im Jahr 1920 eingemeindet wurden, sind weitere Schwarzwaldstraßen zu belegen. Ihnen gemeinsam ist, dass die Namensgebung jeweils seit Ende des 19. bzw. Beginn des 20. Jahrhunderts geschah, einer Zeit, als sich die ländliche Lebensweise der Schwarzwälder mitsamt ihren Schwarzwälder Uhren verbreiteter Glorifizierung erfreuten. Jedoch gab es direkt auf Berliner Gebiet bis zum Jahr 1920 keine Straße, die auf den Schwarzwald Bezug nahm. 

## Ehemalige Schwarzwaldstraßen

### Berlin-Friedenau
Im heutigen Ortsteil Friedenau befand sich seit 1895 eine Schwarzwaldstraße. Der Straßenname wurde 1909 aufgegeben, nachdem im Zeitraum von 1906 bis 1908 dort der Südwestkorso angelegt wurde.

### Berlin-Wilmersdorf
Ab dem 24. Oktober 1908 wurde in Wilmersdorf der südliche Teil der damaligen Heidelberger Straße südlich des Rüdesheimer Platzes bis zu ihrem Ende an der Einmündung der Kreuznacher Straße in Schwarzwaldstraße umbenannt. Seit 1912 trägt die Straße den Namen Geisenheimer Straße, nach dem Ort Geisenheim im Bundesland Hessen. Der Straßenname entspricht der Namensgebung dieses Areals, das als Rheingauviertel weitere – nach Orten des Rheingaus benannte – Straßen aufweist.